# Principal (Azuay)

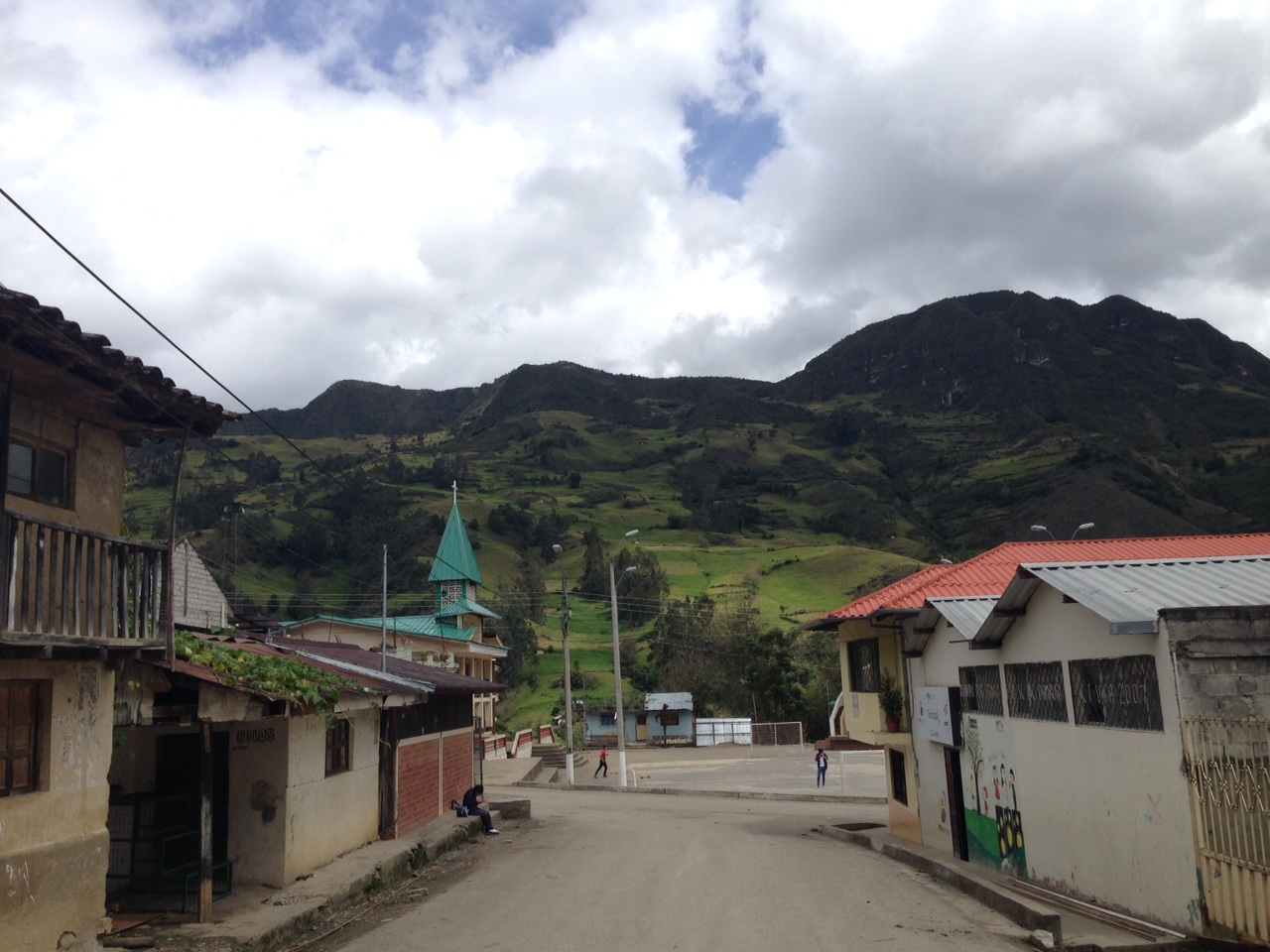
Zentrum von Principal

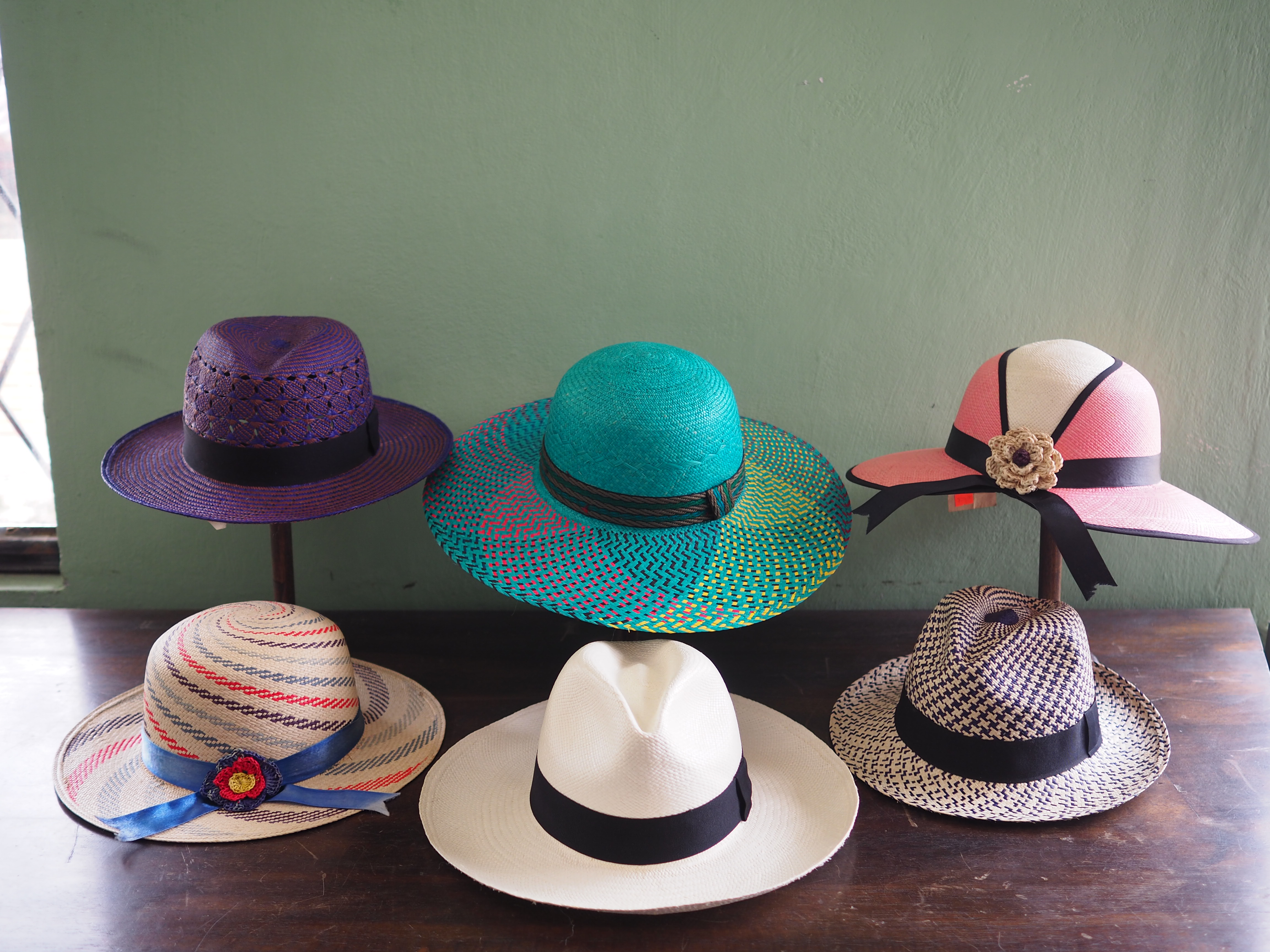
Gewobene Panama-Hüte aus Principal

Principal ist eine Ortschaft und eine Parroquia rural („ländliches Kirchspiel“) im Kanton Chordeleg der ecuadorianischen Provinz Azuay. Die Parroquia besitzt eine Fläche von 30,1 km². Die Einwohnerzahl lag im Jahr 2010 bei 1331. Die Parroquia wurde am 12. Juni 1953 gegründet.

## Lage
Die Parroquia Principal liegt im Osten der Provinz Azuay an der Westflanke der Cordillera Real. Sie befindet sich am rechten Flussufer des Río Zhio, ein Nebenfluss des Río Santa Bárbara. Im Osten reicht das Verwaltungsgebiet bis zum Hauptkamm der Cordillera Real mit Höhen von etwa 3900 m. Der Ort Principal befindet sich auf einer Höhe von 2600 m, knapp 12 km südsüdöstlich des Kantonshauptortes Chordeleg.
Die Parroquia Principal grenzt im Norden an die Parroquia Delegsol, im Osten an die Parroquia General Plaza (Kanton Limón Indanza, Provinz Morona Santiago), im Süden an die Parroquia Sígsig sowie im Südwesten und im Westen an die Parroquia Güel (die beiden zuletzt genannten liegen im Kanton Sígsig).

## Ökologie
Der Ostteil des Verwaltungsgebietes liegt innerhalb des Schutzgebietes Bosque Protector Moya Molón.